# كال (لاعب كرة قدم)
كال هو لاعب كرة قدم برازيلي في مركز الوسط، ولد في 14 مارس 1996 في ريسيفي في البرازيل. لعب مع نادي ناوتيكو.